# Peg o' the Mounted
Peg o' the Mounted è un cortometraggio muto del 1924 diretto da Alfred J. Goulding.

## Trama
La piccola Peg, mentre sta giocando da sola nei boschi vicino a una capanna isolata, trova un agente della polizia canadese a cavallo allo stremo delle forze. La bambina lo soccorre e lo aiuta a rifugiarsi nella capanna, dove lui le racconta di essere sulle tracce di una banda di trafficanti. Peg, lasciato il poliziotto sfinito, indossa la sua uniforme e si mette in caccia dei contrabbandieri.

## Produzione
Il film fu prodotto dalla Century Film. Venne girato a Yosemite Valley, Yosemite National Park.

## Distribuzione
Distribuito dall'Universal Pictures, il film - un cortometraggio in due bobine - uscì nelle sale cinematografiche USA il 27 febbraio 1924.